# Tercera Federación - Grupo XV 2025-26
La temporada 2025-26 del Grupo XV de la Tercera Federación de fútbol comenzará el 7 de septiembre de 2025 y finalizará el 10 de mayo de 2026. Posteriormente se disputará la promoción de ascenso entre el 17 de mayo y el 7 de junio en su fase territorial, y para finalizar en su fase nacional hasta el 21 de junio. Se trata de la quinta edición tras la restructuración de las categorías no profesionales por parte de la RFEF a causa de la pandemia global causada por el Coronavirus; y es la quinta categoría a nivel nacional.

## Sistema de competición
Participan dieciocho clubes encuadrados en un único grupo. Se enfrentan todos contra todos en dos ocasiones -una en campo propio y otra en campo contrario- durante un total de 34 jornadas. El orden de los encuentros se decide por sorteo antes de empezar la competición. La Federación de Fútbol de Navarra es la responsable de designar las fechas de los partidos y los árbitros de cada encuentro, reservando al equipo local la potestad de fijar el horario exacto de cada encuentro.
Una vez finalizada la competición, el primer clasificado asciende directamente a Segunda Federación y se proclama campeón de Tercera Federación.
Los clasificados entre el segundo y el quinto lugar disputan un Play Off territorial en formato de eliminatorias a doble partido ida y vuelta. En caso de empate el vencedor de la eliminatoria es el equipo mejor clasificado. El equipo vencedor de este Play Off se clasifica a la Promoción de ascenso a Segunda Federación que tiene carácter de final interterritorial.
Los tres últimos clasificados descienden directamente a Primera Autonómica de Navarra. Puede haber más descensos por arrastre provocados por descensos de superior categoría. 

## Ascensos y descensos
| Pos. | Ascendidos a 2.ª Federación |
| ---- | --------------------------- |
| 1º   | U. D. Mutilvera             |

| Pos. | Descendidos de 2.ª Federación |
| ---- | ----------------------------- |
| 17º  | C. D. Subiza                  |
| 18º  | C. D. Izarra                  |

| Pos. | Ascendidos de Primera Autonómica |
| ---- | -------------------------------- |
| 1º   | C. D. Aoiz                       |
| 2º   | C. D. Avance Ezcabarte           |
| 3º   | C. D. Oberena                    |

| Pos. | Descendidos a Primera Autonómica |
| ---- | -------------------------------- |
| 15.º | U. C. D. Burladés                |
| 16.º | Rotxapea C. D.                   |
| 17.º | C. D. Garés                      |
| 18.º | C. D. Cantolagua                 |

## Equipos

### Listado de equipos
| Equipo                 | Localidad   | Estadio                           | Capacidad |
| ---------------------- | ----------- | --------------------------------- | --------- |
| C. D. Aoiz             | Aoiz        | San Miguel                        | 2.000     |
| C. D. Ardoi            | Zizur Mayor | El Pinar                          | 1.500     |
| Atlético Artajonés     | Artajona    | La Alameda                        |           |
| Atlético Cirbonero     | Cintruénigo | San Juan                          | 1.000     |
| C. D. Avance Ezcabarte | Arre        | Igeldea                           | 1.000     |
| Beti Kozkor K. E.      | Lecumberri  | Complejo Plazaola                 | 1.500     |
| C. D. Beti Onak        | Villava     | Lorenzo Goikoa                    | 2.000     |
| F.C.Bidezarra          | Noáin       | Municipal El Soto                 | 2.000     |
| U. D. C. Chantrea      | Pamplona    | Instalaciones Deportivas Chantrea | 2.500     |
| C. D. Cantolagua       | Sangüesa    | Municipal Cantolagua              | 1.000     |
| C. D. Cortes           | Cortes      | San Francisco Javier              | 1.500     |
| C. D. Huarte           | Huarte      | Areta                             | 1.500     |
| C. D. Izarra           | Estella     | Merkatondoa                       | 3.500     |
| C. D. Oberena          | Pamplona    | Oberena                           | 1.000     |
| C. D. Pamplona         | Pamplona    | Beitikuntzea                      | 1.000     |
| Peña Sport F. C.       | Tafalla     | San Francisco                     | 4.000     |
| A. D. San Juan         | Pamplona    | San Juan                          | 1.000     |
| C. D. Subiza           | Subiza      | Sotoburu                          | 1.000     |
| C. D. Valle de Egüés   | Sarriguren  | Sarriguren                        | 2.000     |

| Aoiz Ardoi Avance At. Artajonés At. Cirbonero Beti Kozkor Beti Onak Bidezarra Chantrea Cortes Huarte Izarra Oberena Pamplona Peña Sport San Juan Subiza Valle de Egüés |

## Clasificación
| Pos. | Equipo                 | Pts. | PJ | G | E | P | GF | GC | Dif. |                                                                              |
| ---- | ---------------------- | ---- | -- | - | - | - | -- | -- | ---- | ---------------------------------------------------------------------------- |
| 1    | C. D. Aoiz             | 0    | 0  | 0 | 0 | 0 | 0  | 0  | 0    | Ascenso a Segunda Federación                                                 |
| 2    | C. D. Ardoi            | 0    | 0  | 0 | 0 | 0 | 0  | 0  | 0    | Play-Offs Ascenso a Promoción de Ascenso a Segunda Federación y Copa del Rey |
| 3    | Atlético Artajonés     | 0    | 0  | 0 | 0 | 0 | 0  | 0  | 0    | Play-Offs Ascenso a Segunda Federación                                       |
| 4    | Atlético Cirbonero     | 0    | 0  | 0 | 0 | 0 | 0  | 0  | 0    | Play-Offs Ascenso a Segunda Federación                                       |
| 5    | C. D. Avance Ezcabarte | 0    | 0  | 0 | 0 | 0 | 0  | 0  | 0    | Play-Offs Ascenso a Segunda Federación                                       |
| 6    | Beti Kozkor K. E.      | 0    | 0  | 0 | 0 | 0 | 0  | 0  | 0    |                                                                              |
| 7    | C. D. Beti Onak        | 0    | 0  | 0 | 0 | 0 | 0  | 0  | 0    |                                                                              |
| 8    | F. C. Bidezarra        | 0    | 0  | 0 | 0 | 0 | 0  | 0  | 0    |                                                                              |
| 9    | U. D. C. Chantrea      | 0    | 0  | 0 | 0 | 0 | 0  | 0  | 0    |                                                                              |
| 10   | C. D. Cortes           | 0    | 0  | 0 | 0 | 0 | 0  | 0  | 0    |                                                                              |
| 11   | C. D. Huarte           | 0    | 0  | 0 | 0 | 0 | 0  | 0  | 0    |                                                                              |
| 12   | C. D. Izarra           | 0    | 0  | 0 | 0 | 0 | 0  | 0  | 0    |                                                                              |
| 13   | C. D. Oberena          | 0    | 0  | 0 | 0 | 0 | 0  | 0  | 0    |                                                                              |
| 14   | C. D. Pamplona         | 0    | 0  | 0 | 0 | 0 | 0  | 0  | 0    |                                                                              |
| 15   | Peña Sport F. C.       | 0    | 0  | 0 | 0 | 0 | 0  | 0  | 0    |                                                                              |
| 16   | A. D. San Juan         | 0    | 0  | 0 | 0 | 0 | 0  | 0  | 0    | Descenso a Primera Autonómica                                                |
| 17   | C. D. Subiza           | 0    | 0  | 0 | 0 | 0 | 0  | 0  | 0    | Descenso a Primera Autonómica                                                |
| 18   | C. D. Valle de Egüés   | 0    | 0  | 0 | 0 | 0 | 0  | 0  | 0    | Descenso a Primera Autonómica                                                |

Los primeros partidos se disputarán el 7 de septiembre de 2025.
 Fuente: BeSoccer

### Evolución de la clasificación
| Jornada | 1 | 2 | 3 | 4 | 5 | 6 | 7 | 8 | 9 | 10 | 11 | 12 | 13 | 14 | 15 | 16 | 17 | 18 | 19 | 20 | 21 | 22 | 23 | 24 | 25 | 26 | 27 | 28 | 29 | 30 | 31 | 32 | 33 | 34 |
| Equipo  |   |   |   |   |   |   |   |   |   |    |    |    |    |    |    |    |    |    |    |    |    |    |    |    |    |    |    |    |    |    |    |    |    |    |
| ------- | - | - | - | - | - | - | - | - | - | -- | -- | -- | -- | -- | -- | -- | -- | -- | -- | -- | -- | -- | -- | -- | -- | -- | -- | -- | -- | -- | -- | -- | -- | -- |
|         |   |   |   |   |   |   |   |   |   |    |    |    |    |    |    |    |    |    |    |    |    |    |    |    |    |    |    |    |    |    |    |    |    |    |

## Resultados
| Local \ Visitante      | AOI | ARD | ATA | ATC | AVA | BEK | BEO | BID | CHA | COR | HUA | IZA | OBE | PAM | PEÑ | SAN | SUB | VAL |
| ---------------------- | --- | --- | --- | --- | --- | --- | --- | --- | --- | --- | --- | --- | --- | --- | --- | --- | --- | --- |
| C. D. Aoiz             | —   |     |     |     |     |     |     |     |     |     |     |     |     |     |     |     |     |     |
| C. D. Ardoi            |     | —   |     |     |     |     |     |     |     |     |     |     |     |     |     |     |     |     |
| Atlético Artajonés     |     |     | —   |     |     |     |     |     |     |     |     |     |     |     |     |     |     |     |
| Atlético Cirbonero     |     |     |     | —   |     |     |     |     |     |     |     |     |     |     |     |     |     |     |
| C. D. Avance Ezcabarte |     |     |     |     | —   |     |     |     |     |     |     |     |     |     |     |     |     |     |
| Beti Kozkor K. E.      |     |     |     |     |     | —   |     |     |     |     |     |     |     |     |     |     |     |     |
| C. D. Beti Onak        |     |     |     |     |     |     | —   |     |     |     |     |     |     |     |     |     |     |     |
| F. C. Bidezarra        |     |     |     |     |     |     |     | —   |     |     |     |     |     |     |     |     |     |     |
| U. D. C. Chantrea      |     |     |     |     |     |     |     |     | —   |     |     |     |     |     |     |     |     |     |
| C. D. Cortes           |     |     |     |     |     |     |     |     |     | —   |     |     |     |     |     |     |     |     |
| C. D. Huarte           |     |     |     |     |     |     |     |     |     |     | —   |     |     |     |     |     |     |     |
| C. D. Izarra           |     |     |     |     |     |     |     |     |     |     |     | —   |     |     |     |     |     |     |
| C. D. Oberena          |     |     |     |     |     |     |     |     |     |     |     |     | —   |     |     |     |     |     |
| C. D. Pamplona         |     |     |     |     |     |     |     |     |     |     |     |     |     | —   |     |     |     |     |
| Peña Sport F. C.       |     |     |     |     |     |     |     |     |     |     |     |     |     |     | —   |     |     |     |
| A. D. San Juan         |     |     |     |     |     |     |     |     |     |     |     |     |     |     |     | —   |     |     |
| C. D. Subiza           |     |     |     |     |     |     |     |     |     |     |     |     |     |     |     |     | —   |     |
| C. D. Valle de Egüés   |     |     |     |     |     |     |     |     |     |     |     |     |     |     |     |     |     | —   |